# Мецана Мортиљенго
Мецана Мортиљенго (итал. Mezzana Mortigliengo) је насеље у Италији у округу Бијела, региону Пијемонт.
Према процени из 2011. у насељу је живело 647 становника. Насеље се налази на надморској висини од 445 м.

## Становништво
Према резултатима пописа становништва 2011. у општини је живело 561 становника.
| 1936. | 1951. | 1961. | 1971. | 1981. | 1991. | 2001. | 2011. |
| ----- | ----- | ----- | ----- | ----- | ----- | ----- | ----- |
| 1.432 | 1.360 | 1.291 | 1.026 | 860   | 746   | 647   | 561   |